# 북성로 (창원시)
북성로(Bukseong-ro)는 경상남도 창원시 마산합포구 오동동과 마산회원구 내서읍 마재고개를 잇는 연장 5.8km의 창원시의 시내 간선도로이다.
창동거리와 회원동, 교방동 등의 북마산 회산교 인근 상권지역과 석전동 서마산시장을 차례로 관통하여 주요 상권을 이어주는 역할을 담당하고 있다. 또한 쌀재터널이 개통되기 전까지는 마산지역과 내서읍을 연결해주는 유일한 도로로 예전에는 국도 제5호선의 일부이기도 하였다. 내서읍의 인구가 급증하면서 시내 통근수요가 증가하자, 이에 대비해 1996년부터 남해1지선 서마산 나들목에서 마재고개에 이르는 1.82km 구간을 기존 왕복 4차로에서 왕복 6차로로 확장하는 사업을 시작해 2004년에 서마산 나들목에서 내서초등학교(두척교)까지, 2006년에 내서초등학교에서 마재고개 구간까지 추가로 확장이 완료되었다.

## 주요 경유지
- 창동사거리 ~ 북마산가구거리 ~ 회산교 ~ 석전사거리 ~ 서마산 나들목 ~ 두척교 ~ 마재고개

## 구성

### 차로수
- 창동사거리 ~ 서마산 나들목 : 왕복4차로
- 서마산 나들목 ~ 마재고개 : 왕복6차로

### 제한속도
- 창동사거리 ~ 서마산 나들목 : 최고 50km/h
- 서마산 나들목 ~ 마재고개 : 최고 70km/h